# 萊克賽德鎮區 (明尼蘇達州艾特金縣)
萊克賽德鎮區（英語：Lakeside Township）是位於美國明尼蘇達州艾特金縣的一個行政鎮區。

## 地方資料
萊克賽德鎮區的面積為95.30平方千米，當中陸地面積為70.10平方千米，而水域面積為2.20平方千米。根據2020年美國人口普查的數據，當地共有人口504人，而人口密度為每平方千米5.29人。